# Прима Роман Андрійович
Роман Андрійович Прима (нар. 6 листопада 1981, Чернігів, Україна) — український біатлоніст, учасник Олімпійських ігор, чемпіонатів світу та етапів кубка світу з біатлону, старший брат українського біатлоніста Артема Прими.

## Виступи на Олімпійських іграх
| Рік  | Місце проведення | Інд | Спр | Пр | МС | Ест |
| 2002 | Солт-Лейк-Сіті   |     | 76  |    |    | 7   |

## Виступи на чемпіонатах світу
| Рік  | Місце проведення | Інд | Спр | Пр | МС | Ест | ЗМ |
| 2001 | Поклюка          |     |     |    |    | 13  |    |
| 2009 | Пхьончхан        | 46  | 28  | 33 |    | 5   |    |

## Кар'єра в Кубку світу
Першим роком Романа в біатлоні став 1995 рік, а починаючи з 2000 року він почав виступати за національну збірну України з біатлону.
- Дебют в кубку світу — 1 грудня 2000 року в спринті в Гохфільцині — 80 місце.
- Перше попадання в залікову зону — 18 січня 2003 року в спринті в Рупольдинзі — 21 місце.
- Перший розширений подіум — 18 грудня 2008 року в індивідуальній гонці в Гохфільцині — 5 місце.

## Загальний залік в Кубку світу
- 2002-2003 — 70-е місце (10 очок)
- 2004-2005 — 79-е місце (13 очок)
- 2005-2006 — 80-е місце (4 очки)
- 2008-2009 — 49-е місце (135 очок)
- 2009-2010 — 108-е місце (6 очок)
- 2010-2011 — 80-е місце (32 очки)
- 2011—2012 — 88-е місце (18 очок)

## Статистика стрільби
| № п/п | Сезон     | Загальна        | Індивідуальна гонка | Спринт        | Гонка переслідування | Мас-старт     | Естафета      |
| ----- | --------- | --------------- | ------------------- | ------------- | -------------------- | ------------- | ------------- |
| 1     | 2005-2006 | 78,7% (96/122)  | 70,0% (14/20)       | 78,6% (55/70) | 85,0% (17/20)        | 0,0% (0/0)    | 83,3% (10/12) |
| 2     | 2006-2007 | 83.3 (25/30)    | 90,0% (18/20)       | 70,0% (7/10)  | 0,0% (0/0)           | 0,0% (0/0)    | 0,0% (0/0)    |
| 3     | 2007-2008 | 75,0% (30/40)   | 0,0% (0/0)          | 66,7% (20/30) | 0,0% (0/0)           | 0,0% (0/0)    | 99,9% (10/10) |
| 4     | 2008-2009 | 73,7% (238/323) | 76,3% (61/80)       | 80,0% (72/90) | 62,5% (50/80)        | 80,0% (16/20) | 73,6% (39/53) |
| 5     | 2009-2010 | 66,5% (141/212) | 62,5% (25/40)       | 71,3% (57/80) | 71,7% (43/60)        | 0,0% (0/0)    | 50,0% (16/32) |
| 6     | 2010-2011 | 68,5% (89/130)  | 65,0% (13/20)       | 78,0% (39/50) | 61,7% (37/60)        | 0,0% (0/0)    | 0,0% (0/0)    |